# 阿尔弗雷德·冯·瓦德西
阿爾弗雷德·海因里希·卡爾·路德維希·馮·瓦德西（德語：Alfred Heinrich Karl Ludwig Graf von Waldersee，1832年—1904年），伯爵，德國元帥。

## 生平

### 軍人世家

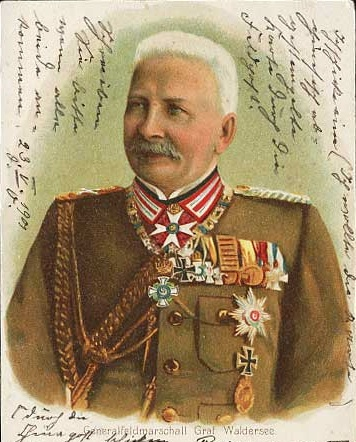
1890年代的瓦德西

阿尔弗雷德·冯·瓦德西是弗朗茨·安东·冯·瓦德西伯爵之孙，弗朗茨·海因里希·冯·瓦德西伯爵之子，弗朗茨·安东·冯·瓦德西伯爵是安哈爾特-德紹親王利奧波德三世的私生子，普魯士元帥安哈爾特-德紹的利奧波德一世親王是他的祖先；他的父親和外公都是將軍。

### 嶄露鋒芒
瓦爾德西出生於波茨坦的一個軍事貴族家庭。在參加了幾所軍校後，1850 年，他被任命為普魯士軍隊砲兵部隊的中尉，很快就受到了上級的青睞。在他的第一次重大戰役中，即1866年的普奧戰爭中，他擔任普魯士腓特烈·卡爾親王的副官，並與他一起出現在柯尼格雷茨战役。在這場戰役中，瓦爾德西伯爵晉升為少校，並被分配到普魯士總參謀部。此後，他在第10军的參謀部服役，這是在刚刚被征服的漢諾威王國领土上建立的新部队。 1870年1月，他成為普魯士巴黎大使館武官。在這個職位上，他能夠收集有關部隊實力的情報以及有關法國軍隊的其他信息，這些信息在接下來的戰役中被證明是有價值的。
在普法戰爭中，瓦爾德西伯爵中校因其軍事實力和最近對敵方武裝部隊的分析而受到認可，被證明是「最高軍閥」最得力的助手。他參與了梅斯周圍的戰役，並被分配到梅克倫堡-什未林大公的參謀部。後來在盧瓦爾河上對抗尚齊軍隊的行動。大公是一位傑出的軍人，但不是著名的戰術家，西部戰役的成功很大程度上歸功於他的顧問瓦爾德西。
戰爭結束後，瓦爾德西獲得了一級鐵十字勳章，並被委以德國駐巴黎代表的職務，這在他的機智和禮貌中得到了體現。 1871年底，瓦爾德西在漢諾威指揮了第13烏蘭騎兵團，兩年後成為漢諾威軍的參謀長，他在1870年之前曾在該軍服役。

### 參謀總長
1882年，陸軍總參謀長毛奇任命他為軍需總監，並於1888年正式接替毛奇出任陸軍總參謀長。1891年德國新皇威廉二世解除了瓦德西的總參謀長職務，任命他為第9軍軍長。

### 中國遠征

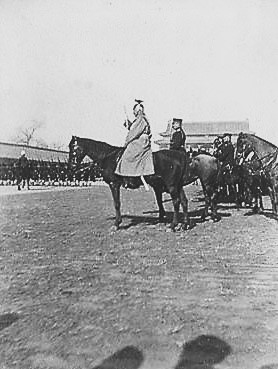
八国联军战争期间，在北京紫禁城天安门前阅兵的瓦德西

1900年，中國北方發生義和團運動，在北京的騷亂中德國駐華公使克林德被殺害，故而德國人「在討伐中國的野蠻行徑中享有一定的優先權。」德皇親授元帥軍銜， 他向世界媒體宣布這是俄羅斯皇帝尼古拉二世倡議的結果。威廉曾詢問他是否會反對俄羅斯軍隊將接受一名德國將軍的指揮，尼古拉斯表示他不反對，威廉隨後在柏林召開的新聞發布會上歪曲了這一說法，稱尼古拉斯要求瓦爾德西指揮這次遠征。而這只是通過威脅威廉如果瓦爾德西的指揮權被剝奪的話就會感到羞辱來實現的。此時這位68歲的軍人現已處於半退休狀態，但俄羅斯沙皇正式提名新晉陸軍元帥阿爾弗雷德·馮·瓦德西伯爵，並得到日本人的支持，由此他成為了八國聯軍的最高統帥。
這位陸軍元帥離開德國前往中國的準備工作引起了很多諷刺性的評論，這些評論被稱為“瓦德西馬戲表演”（Waldersee Rummel），他對此深惡痛絕。他在憤怒中寫道，這場馬戲表演的大部分內容“……不幸的是登上了報紙。”瓦德西到達北京前線時為時已晚，導致他來不及指揮多國部隊參加戰鬥，但他負責了平定義和團的後續人物。瓦德西曾夢想在中國取得輝煌的軍事勝利，但在他於1900年10月17日抵達北京並在紫禁城慈禧太后的臥室安頓下來後，對主要戰鬥已經結束感到非常失望。他自己的話說，瓦德西開始了“狂熱的活動”，在北京周邊的鄉村下令進行了75次掃蕩，導致數千中國人被殺害，其中大多數是婦女和兒童。歷史學家稱：「如果他的任命不存在，或者如果由一個不那麼積極的人物來填補，那麼就不會加劇華北的中國百姓和聯軍的仇恨……瓦爾德西沒有做成任何在某種程度上值得讚揚的事情」。
瓦德西意識到八國聯軍作為征服者的行為是不恰當的：他們的士兵無所事事、懶散頹靡，軍營裡性病猖獗。戰役結束後，他加速返回德國。1901年，由於他“為世界和平所做的貢獻”，他被任命為他的家鄉漢堡的榮譽公民。在漢諾威，他再次恢復了監察長的職責，幾乎一直履行到去世位置。1904年3月5日晚上8點瓦德西在家中去世，享年71歲。

## 著作
- 《瓦德西拳乱笔记》

### 引用
1. ↑  .   [2018-02-09]. （原始内容存档于2019-06-13）.
2. ↑  .   [2018-02-09]. （原始内容存档于2019-07-13）.

## 流行文化

### 電視劇
- 《走向共和》
- 《北京55日》

| 军职                                      | 军职                                        | 军职                        |
| ----------------------------------------- | ------------------------------------------- | --------------------------- |
| 前任： 歐根·安東·泰奧菲爾·馮·波德比爾斯基 | 德國軍需部長 1881年12月27日 – 1888年8月10日 | 繼任： 阿爾弗雷德·馮·施利芬 |
| 前任： 赫爾穆特·卡爾·伯恩哈德·馮·毛奇     | 德軍總參謀長 1888年8月10日- 1891年2月7日    | 繼任： 阿爾弗雷德·馮·施利芬 |